# Une vie (film, 2023)
Pour les articles homonymes, voir Une vie.
Pour plus de détails, voir Fiche technique et Distribution.
Une vie (One Life) est un film britannique réalisé par James Hawes, sorti en 2023. Il s'agit de l'adaptation de l'ouvrage If It's Not Impossible…The Life of Sir Nicholas Winton de Barbara Winton, revenant sur la vie de son père Nicholas Winton, parfois surnommé le « Schindler britannique ».
Ce long-métrage est présenté en avant-première au festival international du film de Toronto 2023 en septembre, puis au festival du film de Londres le mois suivant.

## Synopsis
En 1938, Nicholas Winton, agent de change londonien âgé de 29 ans, visite la Tchécoslovaquie quelques semaines seulement après les accords de Munich, qui scellaient l'annexion par le Reich des régions du pays peuplées majoritairement d'Allemands. Il fait alors la rencontre de familles qui ont fui la montée du nazisme en Allemagne et en Autriche. Le Britannique croise par ailleurs la route de sa compatriote Doreen Warriner, chef du Comité britannique pour les réfugiés de Tchécoslovaquie à Prague (BCRC pour British Committee for Refugees from Czechoslovakia). Horrifié par les conditions de vie dans les camps de réfugiés, Nicholas décide de participer au sauvetage d'enfants (juifs très majoritairement) s'y trouvant. Activement soutenu par sa mère Babette, elle-même immigrée juive allemande convertie depuis à l'Église d'Angleterre, il va cependant devoir faire face aux obstacles bureaucratiques. Winton organise malgré tout des collectes de dons et recherche des familles anglaises pour accueillir les enfants. Le temps presse car personne ne sait jusque quand les frontières resteront ouvertes, la guerre menaçant d'éclater du jour au lendemain.
Cinq décennies plus tard, à la demande de sa femme Grete, Nicholas met de l'ordre dans son bureau. Il retrouve alors d'anciens documents où était consigné tout son travail pour le BCRC, avec des photos et listes des enfants qu'ils voulaient mettre en sécurité - ce qui n'a pas été possible pour certains d'entre eux, à son grand désespoir. Lors d'un repas avec son vieil ami Martin Blake, Nicholas réfléchit au sort de ces archives et à ce que sont devenus les 669 enfants sauvés. Il envisage d'offrir les documents à un musée de l'Holocauste puis se rétracte, souhaitant attirer l'attention sur le sort actuel des réfugiés.
Via l'historienne française Elisabeth Maxwell, épouse du magnat des médias Robert Maxwell, ces archives parviennent à la production d'une émission très connue de la BBC, That's Life! (en) : Winton est alors invité à y participer. Assis dans le public, il découvre en direct que trois spectateurs à ses côtés étaient arrivés en G.B grâce à lui un demi-siècle auparavant. La production le surprend à nouveau lors d'une seconde émission où l'assistance est entièrement composée de personnes lui devant la vie. That's Life! va ainsi révéler aux yeux du monde les actes héroïques de Nicholas Winton.

## Fiche technique
Sauf indication contraire, les informations mentionnées dans cette section peuvent être confirmées par la base de données cinématographiques IMDb,  présente dans la section « Liens externes ».
- Titre original : One Life
- Titre francophone : Une vie
- Réalisation : James Hawes (en)
- Scénario : Lucinda Coxon et Nick Drake, d'après If It's Not Impossible…The Life of Sir Nicholas Winton de Barbara Winton
- Musique : Volker Bertelmann
- Décors : Christina Moore
- Costumes : Joanna Eatwell
- Photographie : Zac Nicholson
- Montage : Lucia Zucchetti
- Production : Iain Canning, Guy Heeley, Joanna Laurie et Emile Sherman
- Sociétés de production : See-Saw Films, BBC Film, MBK Productions, Cross City Films, FilmNation Entertainment et LipSync
- Sociétés de distribution : Warner Bros. (Royaume-Uni) ; SND (France)
- Budget : N/A
- Pays de production :  Royaume-Uni
- Langue originale : anglais
- Format : couleur
- Genre : biographie, drame, historique
- Durée : 110 minutes
- Dates de sortie[2] :
  - Canada : 9 septembre 2023 (festival de Toronto)
  - Royaume-Uni : 1er janvier 2024
  - Belgique et France : 21 février 2024
- Classification[3] :
  - Royaume-Uni : 12A

## Distribution
- Anthony Hopkins (VF : Féodor Atkine ; VQ : Jean-Marie Moncelet) : Nicholas Winton, âgé
  - Johnny Flynn (VF : Damien Ferrette ; VQ : Adrien Bletton) : Nicholas Winton, jeune
- Lena Olin (VF : Caroline Jacquin ; VQ : Claudine Chatel) : Grete Winton, l'épouse de Nicholas
- Helena Bonham Carter (VF : Laurence Bréheret ; VQ : Pascale Montreuil) : Babette « Babi » Winton, la mère de Nicholas
- Jonathan Pryce (VF : Philippe Ariotti ; VQ : Jacques Lavallée) : Martin Blake
  - Ziggy Heath (en) (VF : Thibaut Lacour ; VQ : Louis-Philippe Berthiaume) : Martin Blake, jeune
- Marthe Keller : Elisabeth « Betty » Maxwell
- Romola Garai (VF : Chloé Berthier ; VQ : Catherine Proulx-Lemay) : Doreen Warriner
- Alex Sharp (VF : Tanguy Goasdoué ; VQ : Maxime Desjardins) : Trevor Chadwick (en)
- Juliana Moska : Hana Hejdukova
- Adrian Rawlins : Geoff
- Samuel Finzi (VF : Daniel Kenigsberg) : Rabbi Hertz
- Samantha Spiro (VF : Blanche Ravalec) : Esther Rantzen, la présentatrice de That's Life! (en)

 Source et légende : version française (VF) sur RS Doublage ; version québécoise (VQ) sur Doublage.qc.ca

## Production

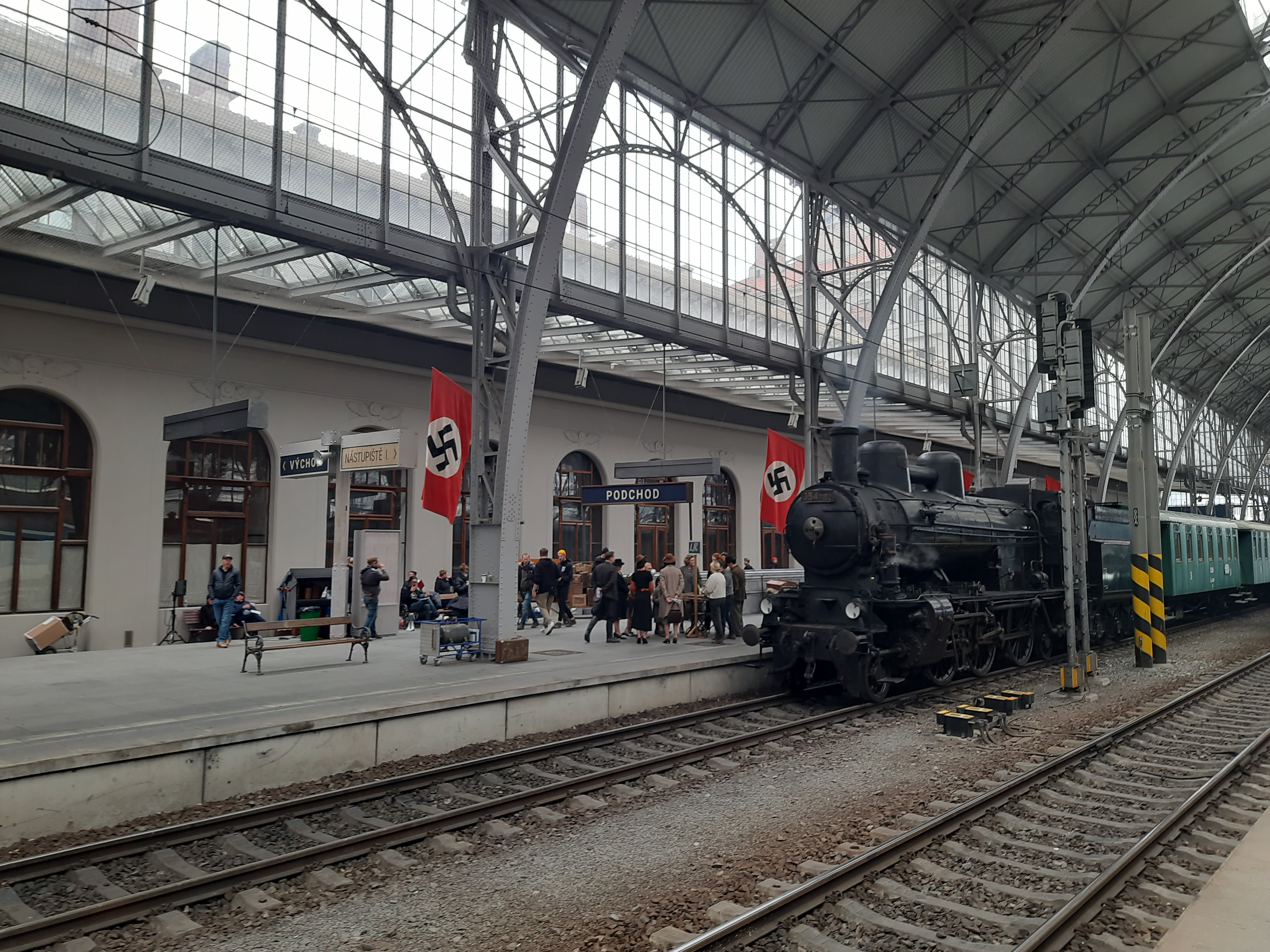
Le tournage à la gare centrale de Prague.

Le tournage débute en septembre 2022 à Londres. Il se poursuit le mois suivant à Prague,, à la gare centrale, au palais Toscan et sur les escaliers de la mairie dans le quartier de Hradčany, ainsi que sur le pont Mánes, dans les rues du Josefov, de Pohořelec et de Politických vězňů (cs).

## Critiques
Sur le site d'agrégation de critiques Rotten Tomatoes, le film obtient 90 % d'avis favorables, pour 51 critiques et une note moyenne de 7,3⁄10. Le consensus suivant résume les avis collectés : « Soutenu par le travail exceptionnel d'un casting formidable, One Life rend un hommage réconfortant à un effort humanitaire remarquable ». Sur le site Metacritic, qui utilise une moyenne pondérée, le film obtient la note de 67⁄100 pour 17 critiques.

## Autour du film
- La fille de Nicholas Winton tenait absolument à ce que son père soit incarné par Anthony Hopkins[14]. Celui-ci partage à nouveau l'affiche d'un long métrage avec Helena Bonham Carter, plus de trente ans après Retour à Howards End. Le Gallois retrouve également son compatriote Jonathan Pryce : en 2019, ils étaient les principaux protagonistes d'une autre œuvre biographique, Les Deux Papes.
- Si le réalisateur James Hawes peut se prévaloir d'une expérience certaine à la télévision, il s'agit pour lui d'une première incursion au cinéma.
- Lors de la seconde émission de That's Life! du film, le public est composé de figurants qui sont vraiment des enfants des réfugiés sauvés par "Nicky"[15].